# 拉法日
拉法日（法語：Lafage，法語發音：[lafaʒ] ⓘ）是法国奥德省的一个市镇，属于卡尔卡松区。

## 地理
拉法日（43°10'28"N, 1°51'48"E）面积12.71 平方千米，位于法国奧克西塔尼大區奥德省，该省份为法国南部沿海省份，北起塔恩省，西北接上加龙省，西接阿列日省，南至东比利牛斯省，东临地中海，东北与埃罗省接壤。
与拉法日接壤的市镇（或旧市镇、城区）包括：米尔普瓦、卡于扎克、加雅拉塞尔沃、普拉维拉、里布伊斯、维洛图。

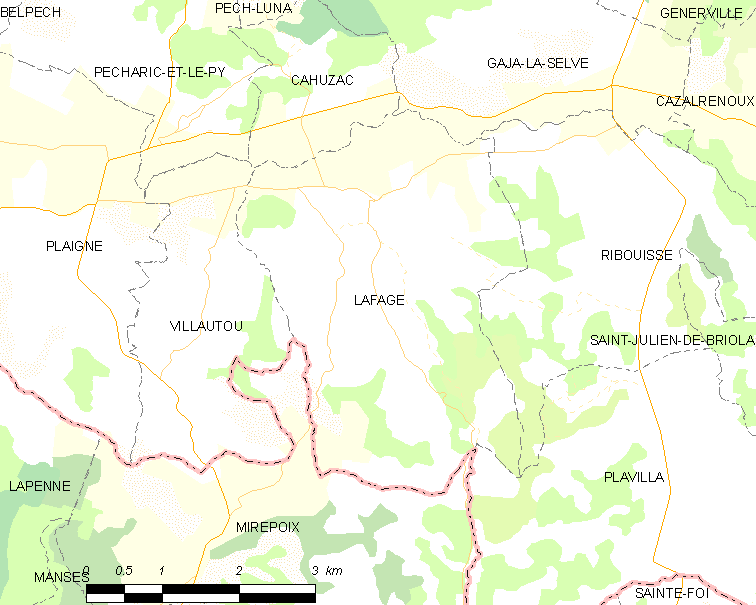
拉法日的OSM定位图

拉法日的时区为UTC+01:00、UTC+02:00（夏令时）。

## 行政
拉法日的邮政编码为11420，INSEE市镇编码为11184。

## 政治
拉法日所属的省级选区为拉皮耶日欧拉泽斯县。

## 人口

1962-2008年间拉法日人口变化图示

拉法日于2022年1月1日时的人口数量为96人。